# Selección de fútbol sub-21 de Azerbaiyán
La selección nacional de fútbol sub-21 de Azerbaiyán es un equipo nacional de futbolistas azerbaiyanos. Está sujeta a la Asociación de Federaciones de Fútbol de Azerbaiyán (AFFA) y la representa en el nivel Sub-21, en partidos amistosos contra equipos de otras asociaciones nacionales, pero también en la Eurocopa de la asociación continental UEFA.

## Historial
La selección nacional de fútbol sub-21 de Azerbaiyán participó por primera vez en la clasificación para el Campeonato Europeo de Fútbol Sub-21 en 1998 . Sin embargo, el equipo nunca se ha clasificado para una final europea. En 52 partidos de clasificación hasta el momento, la selección sub-21 de Azerbaiyán solo ha conseguido tres victorias. La primera victoria se consiguió el 9 de octubre de 1998 con un triunfo por 2-1 ante Hungría . Las dos victorias posteriores se produjeron el 6 de octubre de 2000 en Macedonia con un triunfo por 2-1, que también fue la única victoria del equipo fuera de casa hasta la fecha, y el 4 de septiembre de 2001 en el partido en casa con una victoria por 1-0 de nuevo contra los macedonios. Sin embargo, la selección azerbaiyana a menudo sufrió derrotas estrechas, pero a veces también duras, contra los equipos más fuertes del continente europeo. Azerbaiyán perdió 5-0 ante Suecia en su partido en casa el 1 de septiembre de 2000 . Los azerbaiyanos sufrieron su primera derrota clara el 25 de marzo de 1999 en Portugal , cuando perdieron 5-0. La mayor derrota del equipo llegó el 8 de junio de 2009. El equipo no tuvo ninguna oportunidad en Inglaterra y perdió 7-0.
El equipo ha disputado hasta el momento 52 partidos de clasificación para la Eurocopa Sub-21. El récord es negativo con 3 victorias, 11 empates y 38 derrotas. Bernhard Lippert es entrenador de la selección nacional sub-21 de Azerbaiyán desde 2008.
Ubicación actual según el ranking FIFA actualizado a abril de 2025.

## Participaciones
Las participaciones de la selección masculina de Azerbaiyán se encuentran en la RSSSF.
| Año         | Estado       |
| ----------- | ------------ |
| 1992 a 1998 | No participó |
| 2000        | No clasificó |
| 2002        | No clasificó |
| 2004        | No clasificó |
| 2006        | No clasificó |
| 2007        | No clasificó |
| 2009        | No clasificó |
| 2011        | No clasificó |
| 2013        | No clasificó |
| 2015        | No clasificó |
| 2017        | No clasificó |
| 2019        | No clasificó |
| 2021        | No clasificó |
| 2023        | No clasificó |